# Olindiidae
Olindiidae (лат.) — семейство медуз, самое многочисленное семейство отряда Limnomedusae, насчитывающее более 40 видов, объединяемых в 15 родов. По-видимому, представляет собой парафилетическую группу по отношению к семейству Geryoniidae (2 космополитных рода), от которых отличаются лишь наличием в жизненном цикле стадии полипа. Olindiidae широко распространены в Мировом океане, некоторые представители способны проникать в сильно опреснённые воды:491—496. Небольшие одиночные полипы обладают венчиком из небольшого количества щупалец (от 2 до 6) или лишены щупалец вовсе:491—496. Медузы обладают развитой гастроваскулярной системой, состоящей из желудка, 4 (иногда 6) радиальных каналов, кольцевого канала и, у некоторых представителей, слепо замкнутых центрипетальных каналов, отходящих от кольцевого канала по направлении к желудку:491—496.
К семейству относятся медузы Gonionemus vertens, которые способны вызывать у человека болезненные ожоги:491—496.
Также в это семейство входят роды Limnocnida и Craspedacusta, представители которых живут в пресной воде.

## Классификация
На март 2019 года в семейство включают 15 родов:
- Род Aglauropsis Müller, 1865
- Род Astrohydra Hashimoto, 1981
- Род Calpasoma Fuhrmann, 1939
- Род Craspedacusta Lankester, 1880
- Род Cubaia Mayer, 1894
- Род Eperetmus Bigelow, 1915
- Род Gonionemus A. Agassiz, 1862
- Род Gossea L. Agassiz, 1862
- Род Hexaphilia Gershwin & Zeidler, 2003
- Род Limnocnida Günther, 1893
- Род Maeotias Ostroumoff, 1896
- Род Nauarchus Bigelow, 1912
- Род Olindias Müller, 1861
- Род Scolionema Kishinouye, 1910
- Род Vallentinia Browne, 1902